# 瑪麗亞哈爾登巴赫河
47°12′39″N 8°21′44″E / 47.21086°N 8.36231°E

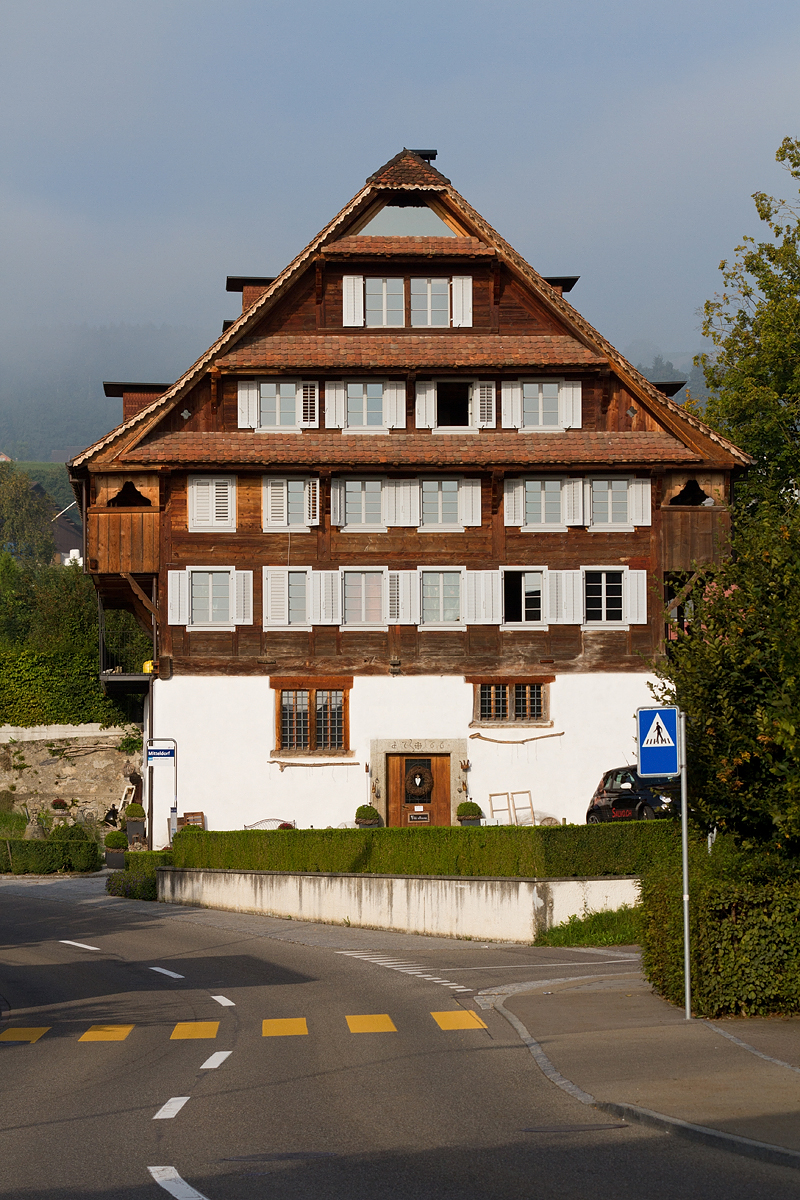

瑪麗亞哈爾登巴赫河是瑞士的河流，位於該國北部，流經阿爾高州，屬於羅伊斯河的支流，河道全長3.8公里，河口處在辛斯，河畔城鎮有奧鎮。